# Панонци
Панонци (лат. Pannonii — Панони) су били античка група племена, која се сматра или делом Илира или сродном Илирима. Настањивали су подручје које је, након римског освајања, организовано као провинција Панонија, а делом и као провинција Далмација. У 4. веку п. н. е. је међу панонска племена дошло много келтских досељеника.
У панонска племена спадали су Амантини, Бреуци, Колапијани, Дезидијати, Пирусти, Скиртари, Глиндитиони, Керауни, Сикулоти, Сегестани, Мезеји, Андизети, Азали, Дитиони, Јаси, Осеријати.
Амантини су живели у горњим деловима Срема, а Бреуци уз Саву, од Митровице према западу. Бреуци су били на челу устанка против Римљана 6. године наше ере. Вође Бреука током устанка били су Батон и Пинес. Борба са Римљанима је трајала три године, а Бреуци су на крају савладани негде у мочварном крају између Вуке, Драве и Саве.
Према археолошком материјалу, Јужнопанонска културна група Илира се у 6-5. веку п. н. е. простирала у Срему, Бачкој, Банату, Барањи, источној Славонији, североисточној Босни и северозападној ужој Србији.